# Drawsko (Powiat Czarnkowsko-Trzcianecki)
Drawsko (deutsch Dratzig) ist ein Dorf mit Sitz einer gleichnamigen Landgemeinde im Powiat Czarnkowsko-Trzcianecki (Kreis Czarnikau-Schönlanke) in der polnischen Woiwodschaft Großpolen.

## Geographische Lage
Drawsko liegt an der Noteć (Netze) im Städtedreieck Krzyż Wielkopolski (Kreuz (Ostbahn), 2 km), Drezdenko (Driesen, 10 km) und Wieleń (Filehne, 11 km) und ist über die Woiwodschaftsstraße 181 Drezdenko–Wieleń–Czarnków (Czarnikau) zu erreichen. Über die Station Krzyż Wielkopolski ist der Ort an die beiden bedeutenden Staatsbahnstrecken Nr. 203 Kostrzyn nad Odrą (Küstrin) – Tczew (Dirschau) und Nr. 351 Stettin–Posen angeschlossen.

## Dorf Drawsko (Dratzig)

### Geschichte

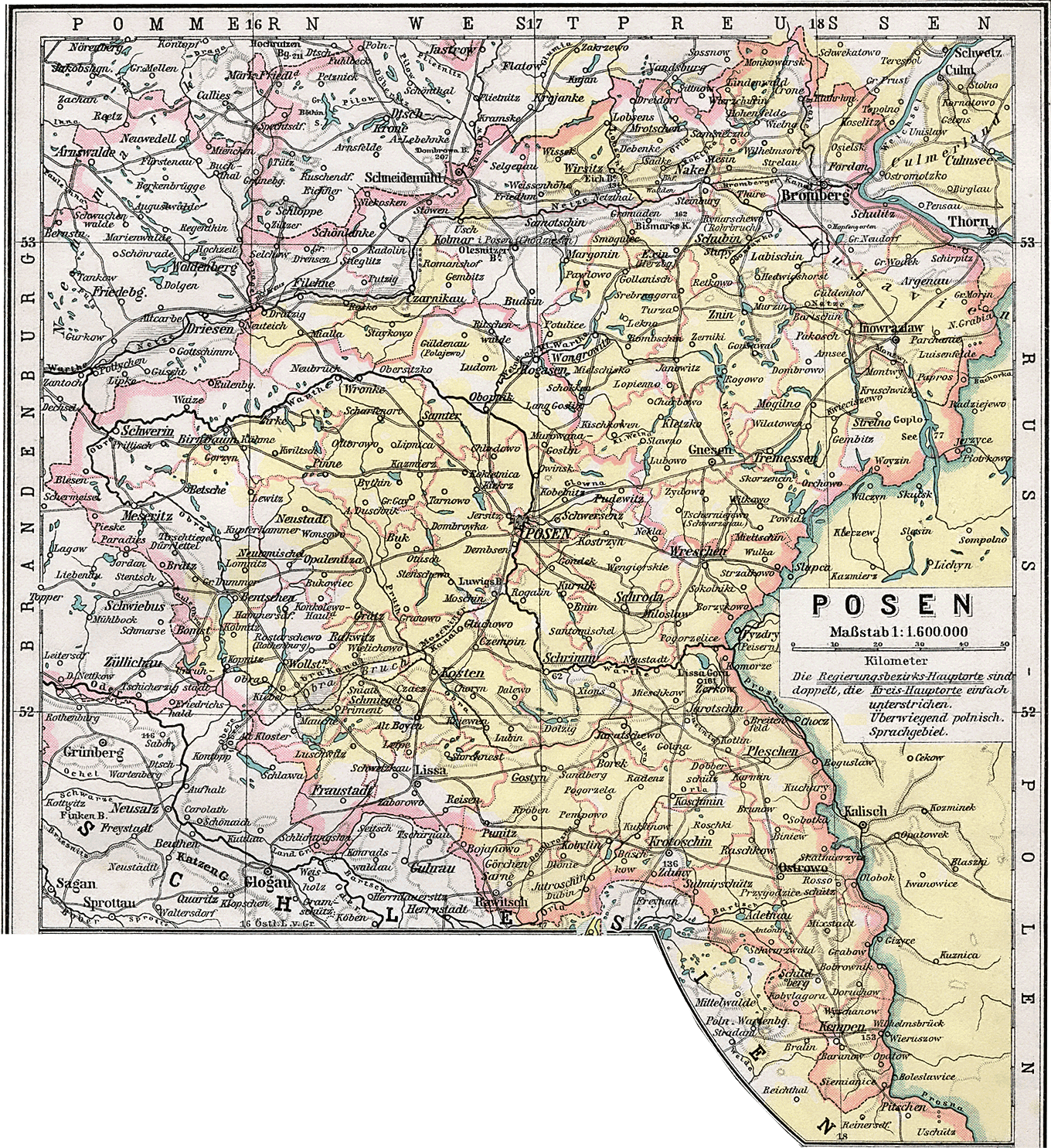
Dratzig an der Netze – siehe obere Bildhälfte links – nordwestlich der Stadt Posen auf einer Landkarte der Provinz Posen von 1905 (gelb markierte Flächen kennzeichnen Gebiete mit seinerzeit mehrheitlich polnischsprachiger Bevölkerung).

Bis zum Inkrafttreten des Versailler Vertrages war Dratzig ein Dorf sowie Gutsbezirk im Landkreis Filehne (Regierungsbezirk Bromberg) in der preußischen Provinz Posen. 1910 waren hier 2494 Einwohner registriert.
Im Jahre 1920 – nach Festlegung der Netze als Grenze zwischen Deutschland und Polen – kam Dratzig unter der Bezeichnung Drawsko zu Polen, wo es Teil der Landgemeinde Wieleń (Filehne) wurde.
1939 wurde der wieder Dratzig genannte Ort Teil des deutschen Amtsbezirkes Filehne-Land, der ab 1943 den Namen „Filehne (Wartheland)-Land“ erhielt.
Seit 1945 ist das Dorf wieder polnisch und gehört zum Powiat Czarnkowsko-Trzcianecki in der Woiwodschaft Großpolen (1975–1998 Woiwodschaft Piła (Schneidemühl)). Es ist Amtssitz der gleichnamigen Landgemeinde. Heute sind in Drawsko 1640 Einwohner registriert.

### Kirche
Die Bevölkerung von Drawsko ist fast ausnahmslos katholischer Konfession. Die Pfarrei mit Drawsko, Drawski Młyn (Dratzigmühle) und Chełst (Neuteich) liegt im Dekanat Wieleński im Erzbistum Posen der Katholischen Kirche in Polen. Hier lebende evangelische Kirchenangehörige gehören zur Pfarrei Piła (Schneidemühl) in der Diözese Pommern-Großpolen der Evangelisch-Augsburgischen Kirche in Polen.

## Töchter und Söhne der Gemeinde
- Józef Noji (1909–1943), Langstreckenläufer und Olympiateilnehmer, geboren in Pęckowo

## Gmina Drawsko

### Allgemeines
Die Landgemeinde Drawsko umfasst eine Fläche von 162,95 km², was 9,01 % der Gesamtfläche des Powiat Czarnkowsko-Trzcianecki entspricht. 61 % sind forstwirtschaftliche, 31 % landwirtschaftliche Nutzfläche. Die Zahl der Einwohner beträgt 5940, von denen 1640 im zentralen Ort Drawsko leben.
Nachbargemeinden der Gmina Drawsko sind:
- Krzyż Wielkopolski (Kreuz (Ostbahn)) und Wieleń (Filehne) im Powiat Czarnkowsko-Trzcianecki,
- Sieraków (Zirke) im Powiat Międzychodzki (Kreis Birnbaum),
- Wronki (Wronke) im Powiat Szamotulski, und
- Drezdenko (Driesen) im Powiat Strzelecko-Drezdenecki (Kreis Friedeberg (Neumark)-Driesen) bereits in der Woiwodschaft Westpommern.

### Gemeindegliederung
Zur Gmina Drawsko gehören 12 Ortschaften, die zugleich eigene Ortsteile („Schulzenämter“) bilden:
| - Chełst (Neuteich) - Drawsko (Dratzig) - Drawski Młyn (Dratzigmühle) - Kawczyn (Neu Erbach) - Kamiennik (Kaminchen) - Kwiejce (Altsorge) | - Nowe Kwiejce (Neusorge) - Marylin (Marianowo) - Moczydła (Erbenswunsch) - Pełcza (Friedrichslust) - Pęckowo (Penskow) - Piłka (Schneidemühlchen). |

### Verkehr

#### Straßen
Im Gemeindegebiet verläuft als Hauptverkehrsachse die Woiwodschaftsstraße 181, die die Städte Drezdenko (Driesen) und Czarnków (Czarnikau) verbindet. Im südlichen Gemeindegebiet durchzieht zusätzlich die Woiwodschaftsstraße 135 die Gmina und verbindet sie vom Ortsteil Bowe Kwiejce (Neusorge) mit der Nachbarstadt Wieleń (Filehne).

#### Schienen
Die Gmina Drawsko hat mit der Station Drawski Młyn (Dratzigmühle) eine eigene Anbindung an das Streckennetz der Polnischen Staatsbahn (PKP), hier an der Strecke 351 von Stettin nach Posen. Bis 1993 verband eine weitere Strecke (PKP-Strecke 236) Drawski Młyn mit Lubasz (Lubasch), Rogoźno (Rogasen) und Inowrocław (Hohensalza). Diese Strecke wurde aus Rentabilitätsgründen stillgelegt.